# Jakob Piil
Jakob Storm Piil (nascido em 3 de setembro de 1973) é um ex-ciclista dinamarquês, que competiu como profissional entre 1997 e 2007. Era um atleta completo, conhecido por seu estilo agressivo durante a corrida. É primo do também ciclista Jørgen V. Pedersen.
Piil participou de duas edições dos Jogos Olímpicos, em Atlanta 1996 e em Sydney 2000, terminando em décimo terceiro e décimo segundo na perseguição por equipes e no madison, respectivamente.
Começou sua carreira praticando ciclismo de pista e disputou diversas corridas de seis dias. Suas principais conquistas foram: Paris-Tours 2012, uma etapa do Tour de France 2003 e o campeonato dinamarquês de ciclismo em estrada de 2001.